# Sebani (Sumobito)
Sebani is een bestuurslaag in het regentschap Jombang van de provincie Oost-Java, Indonesië. Sebani telt 3799 inwoners (volkstelling 2010).